# Adam Pustelnik
Adam Pustelnik (ur. 1 maja 1982 w Łodzi) – polski wspinacz, taternik, alpinista, syn himalaisty Piotra Pustelnika, absolwent socjologii na Uniwersytecie Łódzkim, członek Akademickiego Klubu Górskiego w Łodzi. Prowadzi szkolenia wspinaczkowe i do pracy wysokościowej, układa drogi wspinaczkowe na zawodach, prowadzi prelekcje na tematy wspinaczkowe, tłumaczy książki i publikacje z tej dziedziny oraz wystąpienia na żywo. Zaczął się wspinać w 1993 roku. W 2007 reprezentował Polski Związek Alpinizmu jako delegat na Walne zgromadzenie założycielskie Międzynarodowej Federacji Wspinaczki Sportowej (IFSC) we Frankfurcie.

## Dokonania wspinaczkowe
W lipcu 2003 r. Adam Pustelnik jako pierwszy polski wspinacz poprowadził drogę wspinaczkową o trudności 8c+ („Infinity” na Frankenjurze), a następnie dwie kolejne drogi o tym stopniu trudności („Shangri-la” na Frankenjurze i „Bah Bah Black Sheep” we francuskim rejonie Céüse).
W 2004 w rejonie Bocki (Szwajcaria) pokonał światowej klasy drogę „Best Friend Let’s Go Surfing” o trudności 8c+.
W 2005 wspinał się m.in. w Yosemite (Stany Zjednoczone) – gdzie pokonał „Regular Northwest Face” na Half Dome (5.12b, 24 wyciągi, 2 dni) oraz drogę „FreeRider” na El Capitanie (5.12d, 36 wyciągów, 4 dni).
W lipcu 2009 r. dokonał powtórzenia drogi wspinaczkowej „Silbergeier” o trudności 8b+ w Rätikonie w Szwajcarii.
10 października 2010 r. Adam Pustelnik dokonał 14. przejścia drogi Wolfganga Güllicha Action Directe (drogi wspinaczkowej o trudności 9a, w stylu RP), Frankenjura. Jako trzeci Polak (po Łukaszu Dudku i Mateuszu Haładaju) pokonał drogę wspinaczkową o trudnościach 9a. Przejście to opisał w opowiadaniu „Minuta dwadzieścia”.
W 2011 dokonał pierwszego powtórzenia drogi „Orbayu” (trudność 8b+/c lub 8c+/9a, 13 wyciągów, 500m) na Naranjo De Bulnes w Hiszpanii – uznawanej za najtrudniejszą wielkościanową drogę wspinaczkową na świecie. Nakręcony został film z tego przejścia. 12 sierpnia 2011, na tej samej ścianie, podczas pracy nad nową drogą uległ wypadkowi wskutek urwania się chwytu i wypadnięcia trzech przelotów: haka, frienda i kostki. Po upadku z wysokości ok. 20 m na podłoże skalne doznał licznych złamań (złamana kość krzyżowa, złamany i lekko przesunięty krąg, złamany mostek i przebita opłucna).
Uczestniczy w organizacji Pucharów Świata we Wspinaczce Sportowej w roli szefa konstruktorów dróg (od 2006 r. ma uprawnienia międzynarodowego konstruktora dróg). Był szefem konstruktorów dróg wspinaczkowych m.in. na Mistrzostwach Świata Juniorów, Valence (sierpień 2009) i Pucharze Świata w Boulderingu, Moskwa (czerwiec 2010). Układał też drogi m.in. dla Pucharu Świata w Boulderingu, Veliko Tarnovo (kwiecień 2006) i Pucharu Świata na prowadzenie, Puurs (wrzesień 2009), a także podczas Mistrzostw Świata w Paryżu (2012). Wielokrotnie konstruował drogi na zawodach organizowanych przez PZA w Polsce. Przewodniczy Kolegium Konstruktorów Dróg przy Polskim Związku Alpinizmu. Od roku 2012 pełni również funkcję koordynatora konstruktorów dróg Międzynarodowej Federacji Wspinaczki Sportowej (IFSC).
Jest autorem licznych publikacji w czasopismach górskich w Polsce – w miesięcznikach „Góry” i „Magazyn Górski”. Publikował też na łamach magazynów „National Geographic Traveler” i „Grimper”. Jest współautorem multimedialnego poradnika „100 porad GÓR” i autorem wideoporad nakręconych w ramach tego projektu i umieszczanych na stronie internetowej www.100poradgor.pl. Jako jeden z sześciu polskich wspinaczy (obok m.in. Kingi Baranowskiej i Piotra Pustelnika) prowadzi blog na portalu wspinanie.pl

## Nagrody
17 marca 2007 r. Adam Pustelnik otrzymał Nagrodę im. Andrzeja Zawady, oraz wyróżnienie nagrody „Kolosów” 2006 (wraz z bratem Pawłem) za trudną nową drogę klasyczną „Amba” w rejonie AK-Su w Kirgistanie.
Sześciokrotny finalista Nagrody Środowisk Wspinaczkowych „Jedynka” (w latach 2004–2007 i 2009–2010).